# The Beast of Yucca Flats
The Beast of Yucca Flats è un film del 1961 diretto da Coleman Francis.
È un film horror fantascientifico, considerato uno dei prodotti per il grande schermo "più brutti" mai realizzati nella storia del cinema assieme a Plan 9 from Outer Space di Ed Wood.
Il film è uscito nelle sale cinematografiche statunitensi il 2 maggio 1961, rimanendo inedito nel resto del mondo.

## Trama
Le scene si aprono con una donna sconosciuta che si sta facendo la doccia nella propria casa, quando viene strangolata fino a essere uccisa da un uomo dall'identità anonima. Pare essere inserita senza senso ad un primo sguardo, ma l'assassino sarà la stessa persona interpretata da Johnson.
Seguono le vicende dello scienziato nucleare sovietico Joseph Javorský, ora ingaggiato dagli Stati Uniti come figura di primo piano per il programma di armamento atomico americano. La voce narrante allude a un coinvolgimento dell'uomo in un programma spaziale sovietico che punta ad un allunaggio; le informazioni su ciò sono contenute in una valigetta che Joseph porta sempre dietro con sé.
Non appena sceso dall'aereo che lo porterà nel sito nucleare, Joseph e i suoi colleghi americani vengono attaccati da due assassini su contratto pagati da KGB. Nel mentre che divampa uno scontro a fuoco tra le due fazioni, Joseph fugge nel deserto non voltando mai le spalle, fino a che trova attorno a sé un paesaggio desolato. Quando capisce di essersi allontanato troppo dalla base, è tardi: ha camminato per ore in una zona altamente radioattiva nota come Yucca Flats, e il suo corpo inizia un processo incontrovertibile di mutazione che lo porta a trasformarsi in un essere abominevole a metà tra l'umano e la bestia senza più alcuna cognizione.
Una volta trasformatosi completamente, la bestia/Joseph incontra su un'autostrada una coppia di automobilisti e li uccide brutalmente; lo sconvolgente assassinio suscita l'attenzione degli agenti di polizia Jim Archer e Joe Dobson.
Nel frattempo, una famiglia sosta lungo la stessa strada, fermandosi in una stazione di servizio per fare una pausa. I due giovani figli della coppia vanno a fare una passeggiata nelle vicinanze, quando vedono la bestia e scappano via, attirando il padre, che si mette subito alla loro ricerca.
I due poliziotti vedono il padre e, scambiandolo per il criminale che stanno ricercando, iniziano a fargli fuoco contro, portadolo a fuggire a sua volta. Capito realmente quale sia il pericolo, i poliziotti si uniscono alla famiglia alla caccia al mostro, e, una volta trovato, gli agenti lo uccidono.
In chiusura, un coniglio selvatico appare dalla sterpaglia e si strofina sul corpo senza vita della bestia.

## Produzione
Il film venne finanziato grazie al sostegno del produttore cinematografico Anthony Cardoza, amico di Ed Wood, il quale garantì a Francis lo stanziamento di 34000 $, un bilancio relativamente basso per un'opera, già di per sé, rischiosa.
Realizzato con tempi di produzione molto celeri, tra gli elementi che gli hanno valso la cattiva nomea vi sono i dialoghi poco sostanziali, sceneggiatura montata su due piedi, recitazione superficiale, scene inserite fuori luogo e anche l'uso copiato di caratteri di vario genere come la colonna sonora molto rassomigliante a quella di The Astounding She Monster.
Il film è stato girato interamente in silenzio. Il doppiaggio, la narrazione e gli effetti sonori sono stati inseriti successivamente nel processo di post produzione. Infatti, i personaggi parlano solo quando il loro volto è fuori schermo o non chiaramente visibile a causa dell'oscurità o della distanza. Allo stesso modo, nelle scene delle sparatorie, solitamente le armi appaiono fuori dalla ripresa, presumibilmente per ragioni legate alla registrazione del suono sincronizzato. Un'altra delle caratteristiche peculiari dell'opera è la intensa narrazione, eseguita per ridurre al minimo la necessità di una trama di fondo e i dialoghi.

### Titolo
Yucca Flats fa riferimento anche ad un'area del Nevada usata in passato per test atomici, considerata come «il luogo ad influenza nucleare più irradiato sulla faccia della Terra» e luogo di alcuni sfortunati incidenti nucleari, ma l'idea di sceglierla come ambientazione pare venne a Francis dal nome della via dove avrebbe avuto un appartamento un tempo Ed Wood, considerato dalla critica cinematografica il regista peggiore di tutti i tempi, Yucca Street, appunto.

## Distribuzione
Il film è uscito nelle sale cinematografiche statunitensi il 2 maggio 1961, rimanendo inedito nel resto del mondo.
Il film è anche noto coi titoli The Violent Sun, The Atomic Monster: The Beast of Yucca Flats e Girl Madness, quest'ultimo scelto per la riedizione del 1964. In Italia è uscito in DVD col titolo Il mostro delle Yucca Flats per la collana Freak Video di DigitMovies Cinema.
La pellicola è entrata nel pubblico dominio negli Stati Uniti.

## Accoglienza e critica
È considerato come uno dei film "più brutti" mai realizzati nella storia del cinema assieme a Plan 9 from Outer Space di Ed Wood.